# Minuscule 2 : Les Mandibules du bout du monde
Pour les articles homonymes, voir Minuscule.
Ne doit pas être confondu avec Minuscule 2.
Série
Minuscule : La Vallée des fourmis perdues
(2014)
Pour plus de détails, voir Fiche technique et Distribution.
Minuscule 2 : Les Mandibules du bout du monde est un film d'animation français réalisé par Hélène Giraud et Thomas Szabo, produit par Philippe Delarue, sorti en 2019. Il s'agit de la suite de Minuscule : La Vallée des fourmis perdues, sorti en 2014. Comme son prédécesseur, il mêle prises de vues réelles et images de synthèse et est tiré de l'univers aussi à l'origine de la série télévisée Minuscule : La Vie privée des insectes.

## Synopsis
Alors que les insectes font leurs récoltes d'hiver, la colonie de fourmis noires des bois se rend dans une épicerie pour y chaparder une boîte de sucre. Mais elles se font attaquer par les fourmis rouges. Dépassée par la situation, l'une d'elles décide de faire appel à son amie la coccinelle pour leur venir en aide. Dans la bataille, le fils de la coccinelle, qui l'a suivie, tombe accidentellement dans un carton à destination de la Guadeloupe. Le père parvient à suivre le paquet et à prendre le même avion. Les deux coccinelles se retrouve confrontées à tous les dangers de cet environnement tropical qu'elles ne connaissent pas. Dans le même temps, la fourmi noire met tout en œuvre pour ramener son amie à la maison.
Scène inter-générique
À Pekin, dans la cuisine d'un restaurant, le colis expédié par l'entreprise Chataignou, contenant les bocaux de purée de marrons a été livré. Un cuisinier l'ouvre et commence à le vider. Le groupe de fourmis rouges qui avait été enfermé dans le colis en sort et se cache dans la cuisine. Dans la salle du restaurant, une chanteuse chante une chanson d'ambiance, pendant que les clients mangent.

## Fiche technique
- Titre original français : Minuscule 2 : Les Mandibules du bout du monde
- Titre international anglais : Minuscule - Mandibles from Far Away[1]
- Réalisation et scénario : Thomas Szabo et Hélène Giraud
- Musique : Mathieu Lamboley
- Montage : Valérie Chappellet et Benjamin Massoubre
- Son : Côme Jalibert et Yann Lacan
- Photographie : Dominique Fausset
- Direction artistique : Hélène Giraud
- Costumes : Giancarlo Derchie
- Supervision VFX : Laurens Ehrmann
- Direction de l'animation : Thomas Monti
- Production : Philippe Delarue et Zhou Tianxiang
- Sociétés de production : Futurikon, en association avec les SOFICA Cofinova 6, SofiTVciné 3
- Studios d'animations : The Yard / Supamonks
- Sociétés de distribution : Futurikon, Le Pacte
- Pays de production :  France
- Budget : 13 millions €[2]
- Durée : 92 minutes
- Dates de sortie :
  - Canada : 9 septembre 2018 ( Festival international du film de Toronto) 
  - France / Suisse romande[3]  : 30 janvier 2019[4]

## Distribution
Sauf indication contraire, les informations mentionnées dans cette section peuvent être confirmées par la base de données cinématographiques Allociné,  présente dans la section « Liens externes ».
Contrairement au premier film, où seul un couple apparaissait, celui-ci montrent beaucoup plus de personnages humains, bien que leur place soit très secondaire. On entend aussi quelques phrases en français, en créole et en mandarin, bien que les propos soient globalement peu intelligibles.
- Thierry Frémont : l'épicier
- Bruno Salomone : l'emballeur et étiqueteur de colis
- Stéphane Coulon : le conducteur de la camionnette de livraison
- Franck Benezech : le directeur de construction de l'hôtel
- Sarah Cohen-Hadria : la mère
- Bô Gaultier de Kermoal : l'opérateur radio du sous-marin
- Heun-Paul Kot : Cox
- Sámmy Lenuized : Mandible
- Lan Güerll : Butor
- Dojo Jánety : Junior
- Cinnie Dáètty : Coco

## Production

### Tournage
Une partie du tournage a eu lieu en Guadeloupe, plus précisément aux îles des Saintes, de juin à juillet 2017.

## Accueil

### Accueil critique
Le film est bien accueilli par la critique française. Il obtient une note moyenne de 4,3/5 sur Allociné.
« Burlesque, poétique… et entièrement français, ce second opus est encore plus réussi que le précédent » écrit Télérama.
« Pour le second volet du film d'animation, les deux réalisateurs se sont montrés encore plus ambitieux que pour le premier. Une merveille ! » écrit Le Figaro.